# Незапрошенный кредитный рейтинг
Незапрошенный кредитный рейтинг (англ. unsolicited credit rating) — кредитный рейтинг, присвоенный кредитным рейтинговым агентством без заключения договора с рейтингуемым лицом. 

## Экономический смысл
Присвоение рейтинга по запросу клиента предполагает оплату услуг рейтингового агентства. При этом клиент предоставляет подробную информацию о своей деятельности. Присвоение рейтинга без запроса не оплачивается, а само агентство обладает меньшим количеством сведений для анализа. В результате незапрошенные рейтинги могут оказываться ниже из-за более консервативного подхода к оценке.

## Критика
Незапрошенный рейтинг может присваиваться, так как агентство заинтересовано в том, чтобы его информацией пользовались. Популярность агентства помогает привлекать новых клиентов. Например, Moody’s и S&P присваивают и публикуют рейтинги всем выпускам корпоративных облигаций, зарегистрированных SEC. В то же время агентства часто обвиняют в том, что присвоение рейтинга без запроса является инструментом продаж. Если незапрошенный рейтинг оказывается ниже, чем присвоенный по запросу, то клиент вынужден обращаться в агентство. 
Исследования на примере агентства Fitch Ratings показывает, что незапрошенные рейтинги на 0,9 градации ниже, чем запрошенные. Стандартным возражением агентств является указание на отсутствие достаточной информации, из-за чего оценка получается более консервативной. Более поздние работы также показывают отсутствие значимых различий. 